# ポンポネスコ
ポンポネスコ（伊: Pomponesco）は、イタリア共和国ロンバルディア州マントヴァ県にある、人口約1,600人の基礎自治体（コムーネ）。

## 地理

### 位置・広がり

#### 隣接コムーネ
隣接するコムーネは以下の通り。括弧内のREはレッジョ・エミリア県所属を示す。
- ボレット (RE)
- ドーゾロ
- グアルティエーリ (RE)
- ヴィアダーナ

### 気候分類・地震分類
気候分類では、zona E, 2435 GGに分類される。
また、イタリアの地震リスク階級 (it) では、zona 3 (sismicità bassa) に分類される。

## 行政

### 分離集落
ポンポネスコには、以下の分離集落（フラツィオーネ）がある。
- Banzuolo, Inghella, Salina

## 文化・観光
「イタリアの最も美しい村」クラブ加盟コムーネである。